# Casper Jansen
Cas Jansen (nombre de nacimiento Casper Jansen) es un actor neerlandés nacido el 24 de junio de 1977 (47 años) en Badhoevedorp, Países Bajos. Interpretó la voz de Emo personaje contrapuesto a Proog (Tygo Gernandt) en la película Libre Elephants Dream.